# Der Talisman (Film)
Der Talisman (Originaltitel: King Richard and the Crusaders) ist ein US-amerikanischer Abenteuerfilm von David Butler aus dem Jahr 1954, der auf dem Roman The Talisman von Sir Walter Scott basiert.

## Handlung
Während sich Richard Löwenherz auf einem Kreuzzug befindet, wird sein Land von Verschwörern besetzt. Ritter Kenneth kann die Cousine von König Richard aus den Fängen der Verschwörer befreien. Zusammen mit ihm und seinem Rivalen Saladin, kann Richard die Verschwörer besiegen und von seinem Land vertreiben.

## Hintergrund
Der Film wurde unter dem Produktionstitel The Talisman, mit einem geschätzten Budget von 3,2 Mio. US-Dollar, von der Produktionsfirma Warner Bros. fertiggestellt. Die Filmproduktion wurde in Stereo und in einem Seitenverhältnis von 2,55:1, auf einem 35-mm-Film, aufgenommen. Die Aufnahmen entstanden in Ventura, Los Angeles (beide in Kalifornien) und in Yuma (Arizona). Das Filmmaterial beläuft sich auf eine Gesamtlänge von 3.120,35 Meter.
Der Film feierte am 7. August 1954 in den USA seine Premiere. In Westdeutschland erschien der Film am 8. November und in Österreich ab Dezember 1954 in den Kinos. In den USA spielte er 2,1 Mio. US-Dollar ein.

## Rezeption
Die New York Times beschrieb die Filmromanze als „langweilig“ und „absurd“. cinema urteilte mit einer mittelmäßigen Bewertung und findet, die „naive“ Produktion sei eine „maue Adaption der Vorlage“.
1978 setzten der Filmkritiker Harry Medved und Randy Dreyfuss den Film auf die Liste der 50 schlechtesten Filme aller Zeiten.